# Pterobryopsis angustifolia
Pterobryopsis angustifolia är en bladmossart som beskrevs av Noguchi 1935. Pterobryopsis angustifolia ingår i släktet Pterobryopsis och familjen Pterobryaceae. Inga underarter finns listade i Catalogue of Life.